# 디프로그래밍
디프로그래밍(Deprogramming)은 사회에 물의를 일으키는 신념체계를 가진 사람을 도와 이러한 신념을 바꾸고 신념체계와 관련된 종교, 정치, 경제, 사회 집단에 대한 충성을 버리게 하는 것을 주장하는 수단이다. 디프로그래밍의 사전적 정의는 특정한 신념으로부터 누군가를 해방시키거나 재교육시키는 것이다. 자칭 디프로그래머(deprogrammer)라고 하는 이들이 행하는 물의를 일으킬 만한 방식이나 행동으로는 납치, 불법 감금, 강압 등이 있으며, 형사상 유죄판결을 받게되는 경우도 있다. 디프로그래밍 요법은 자신의 의지를 빼앗긴 개인들을 위해 설계되기도 하는데, 종교의 자유, 납치, 인권에 대한 논쟁을 불러일으키기도 하며, 심지어는 폭력이 개입되기도 한다.

## 배경
지난 반세기동안 시행되어온 디프로그래밍 기법은 보통 의뢰대상자가 어느 조직이나 그룹에 멤버로 들어가는 것을 반대한 성인 자녀의 친척이나 부모들이 의뢰하였다. 방법이나 시현에 있어 퇴마(exorcism)와 비교되어 왔으며, 법집행기관이나 사법기관의 암묵적인 지지 하에 시행되기도 했다. 1970년대 미국에서 신흥종교 운동(New religious movement)이 급성장하면서, 디프로그래밍의 아버지라고 불리는 테드 패트릭(Ted Patrick)은 컬트 퇴치 수단으로서 디프로그래밍을 대중들에게 소개하였다. 이후 디프로그래밍은 상당히 많이 시행되었다. 예를 들어, 여러 잔혹 동화(atrocity story)들이 미국 내 통일교 교원들의 디프로그래밍을 위한 수단으로서 정당화되었다.
법적 성인(consenting adult)으로서 스스로 가입하기고 선택한 집단으로부터 분리되도록 독려하는 수단이라는 점에서, 디프로그래밍은 상당히 논쟁적인 요소가 있다. 사이비종교에 반대하는 사람들조차도 법적 윤리적 차원에서 디프로그래밍을 비난해 왔다. 강제력 없이 하는 경우에는 엑시트 카운슬링(exit couselling)이라고도 했다. 디프로그래밍이라는 단어는 광의의 의미로서 그리고 역설적인 혹은 유머러스한 의미에서 누군가 혹은 자신을 이전에 무비판적으로 수용한 생각으로부터 벗어나게 하는 것을 의미하는데 사용하기도 한다. 캐럴 지암발보(Carol Giambalvo)는 엑시트 카운슬러는 보통 이전에 사이비종교 교원이라고 했다.
실행과 관련하여 여러 교수들이 언급해 왔다. 네바다주립대학(UNLV) 사회학 및 사법연구 교수이자 사법연구를 위한 그랜트 소여 센터(Grant Sawyer Center for Justice Studies) 총장인 제임스 리차드슨(James T. Richardson)은 디프로그래밍이 사적이고 자구적(self-help)인 과정이지만 각광받지 못하는 신흥종교운동에 참여한 자들이 집단에서 강제로 떨어져 나와서 감금되고 집단에서 탈퇴하겠다고 동의하도록 만드는 과격한 재사회화 과정을 겪게 된다고 하였다. 법학교수이자 『Religious Liberty: The free exercise clause』의 저자 더글라스 레이콕(Douglas Laycock)은 다음과 같이 기술하였다.
1970년대초, 많은 부모들이 디프로그래밍을 통한 개종에 호응하였다. 디프로그래밍의 핵심은 물리적으로 개종자를 납치하여 격리시키고 물리적으로 제한을 가한 다음, 논쟁거리가 될 만한 질문을 끊임없이 퍼부어서 개종자가 가지고 있는 신흥종교 신앙을 공격하며, 탈퇴에 동의할 때까지 계속 붙잡아둘 것이라고 위협하였다.
변호사 존 르물트(John LeMoult)는 한 법학 서평지에 기고한 글에서 디프로그래밍에 대하여 설명하면서, 이는 디프로그래밍되기 쉬운 사람은 자신의 신념을 버릴 때까지 붙잡혀서 자신의 의지를 공격받고, 정신적, 감정적, 신체적 압박을 받게되는 것이라고 하였다. 또한 디프로그래밍이 갖는 힘은 나치가 수감자들에게 가한 것과 같은 수준으로 비유하였다.

## 절차
디프로그래머 사이에 표준 절차는 없었다. 일화적 보고서, 연구, 이전 디프로그래머들과의 면담에 대한 설명은 매우 다양하다. 디프로그래머들은 신흥종교로부터 분리시키려는 대상자들은 마인드컨트롤이나 세뇌를 당한 피해자라는 가정 하에서 시행한다. 디프로그래머와 엑시트 카운셀러가 쓴 서적들에서는, 한 사람의 마음을 해방시키는 데에 있어서 가장 중요한 부분은 대상자가 자신이 타인으로부터 정신적 통제를 당했다는 것을 설득하는 것이라고 기술한다.
디프로그래밍 분야를 개척한 테드 패트릭은 정신과 의사와 심리학자의 협조를 얻어 디프로그래밍 과정에 참여하였다. 패트릭은 대상자를 납치하고 불법 감금한 것과 관련한 중죄들로 기소되어 유죄판결을 받았다.
실비아 버퍼드(Sylvia Buford)는 테드 패트릭의 동료로서 디프로그래밍 과정에서 그를 도왔는데, 디프로그래밍을 다섯 단계로 설명하였다.
1. 사이비교주의 권위를 떨어뜨린다.
2. '이념 대 현실'이라는 대립을 표면화한다. "교주가 사람들을 이용할 때 어떻게 사랑을 설파하였는가?"
3. 임계점 : 대상자가 디프로그래머의 말에 주의하면 현실이 이념을 압도하기 시작한다.
4. 자기 표현 : 대상자가 마음을 열고 자기가 믿고 있던 사이비종교에 대한 불만을 표출하기 시작한다.
5. 동일시(identification)와 전이(transference) : 대상자가 디프로그래머와 동일시하기 시작하면, 대상자는 자신이 교인이 아니라 반대파라고 생각한다.

### 폭력
디프로그래밍에 관한 사람들의 이야기는 강제력 사용에 있어서 다양한 모습을 보인다. 디프로그래밍 당한 사람들 중에 집단으로 다시 돌아간 사람들의 진술 내용은 인상적이다.
스티븐 하산(Steven Hassan)은 자신의 책 『Releasing the Bonds』에서 강제력이나 위협을 사용하는 강압적인 디프로그래밍 방식에 대하여 반대하였다. 듀브로우-에이첼(Dubrow-Eichel)이 관찰한 디프로그래밍 케이스에서는 어떤 폭력도 없었다. 사회학자 에일린 바커(Eileen Barker)는 『Watching for Violence』에서 다음과 같이 기술하였다.
디프로그래밍이 물리력을 사용하지 않게 되었지만 ... 디프로그래밍에 참가한 이들의 많은 진술은 어떻게 총, 구타, 재우지 않기, 음식 주지 않기, 심지어 성폭행 등으로 위협받았는지 진술되어 있다. 하지만 폭력에 대한 스토리들에 대하여 피해자의 말에만 의존할 필요는 없다. CAG들에 의해 사용된 유명한 디프로그래머인 테드 패트릭은, 착취라는 죄명으로 수감되었기도 했는데, 그가 사용한 폭력에 대하여 공개적으로 자랑한다. 1987년 11월, 영국 사이비집단감시위원회인 FAIR(Family, Action, Information, Resource)의 회원인 시릴 보스퍼(Cyril Vosper)는 디프로그래밍 과정에서 신체 손상을 입혔다는 이유로 독일 뮌헨(Munich)에서 기소되었다. 이외에도 CAG의 유명한 회원들도 기소된 경우가 많다.

콜롬브리토(Colombrito) 대 켈리(Kelly) 법정 공방에서, 미 대법원은 르물트가 1978년 『Fordham Law Review』에 기고한 디프로그래밍의 정의를 받아들였다. 내용은 다음과 같다.
디프로그래머는 부모나 친척의 의뢰에 따라, 한 종교 단체의 회원을 붙잡아두고, 종교적 신념을 버릴 때까지 대상자의 의지를 꺾어서 정신적, 정서적, 물리적 압박에 항복하게 하는 것이다. 디프로그래머는 요금을 받고 일하는데, 가격은 25,000달러까지 쉽게 뛰어오른다. 디프로그래밍 과정은 납치로부터 시작된다. 힘센 사람이 대상자를 차에 태우고 포획자 이외엔 아무도 없는 장소로 데려간다. 여기서 3주 이상을 자신의 의지에 대하여 비난받는다. 그러나 첫 디프로그래밍은 빈번히 며칠만에 끝난다. 대상자는 수면 제한을 받게 되고 자신의 신념이 포획자의 동의를 얻기 전까지는 나갈 수 없다는 이야기를 듣는다. 대상자의 가족과 디프로그래밍 그룹은 방으로 들어와서 대상자가 종교적 신념을 버릴 때까지 계속해서 질문과 비난 공세를 퍼붓는다.

디프로그래머 캐럴 지암발보는 1998년 "Deprogramming to Thought Reform Consultation"라는 글을 작성하였다.
사이비교도들의 인지과정에 걸려 있는 세뇌는 사이비교도가 다시 생각하게 하도록 충격이나 겁을 주는 방식을 통해서 해체할 수 있다고 믿어졌다. 이로 인해 몇몇 경우엔 사이비교주의 초상화가 불태워지거나 디프로그래머와 사이비교도 간의 상당한 갈등이 발생하기도 하였다. 정보, 충격, 공포, 대립갈등에 정서적으로 반응하는 것이 추구되기도 했다. 사이비 자체로 극렬하게 촉진된, 규제, 폭력, 강간 등에 관한 공포 이야기도 있다. 디프로그래밍 당한 대상자가 우리에게 이야기한 자신의 경험은 인정하지 않을 수 없다. 즉 수갑, 총기, 성적 학대까지 사용된 경우도 있었다. 그나마 다행인 것은 이러한 경험이 극소수라는 것이지만 우리의 마음에서는 결코 정당화될 수 없다. 그럼에도 다른 대안이 없어 계속 사이비종교에 붙잡힌 사람을 해방시키는데 디프로그래밍은 도움이 되었다.

## 같이 보기
- 세뇌